# Нобоа Бехарано, Густаво
Густа́во Хосе Хоаки́н Нобо́а Бехара́но (исп. Gustavo José Joaquín Noboa Bejarano; 21 августа 1937, Гуаякиль — 16 февраля 2021) — президент Эквадора с 22 января 2000 по 15 января 2003 года.

## Биография
Родился 21 августа 1937 года в Гуаякиле. Получил политологическое и юридическое образование в Католическом университете Гуаякиля, в 1986—1996 годах был канцлером университета. В 1983—1984 годах был губернатором провинции Гуаяс. Член партии «Народная демократия».
В 1998 году участвовал в президентских выборах в качестве кандидата в вице-президенты при Хамиле Мауаде. В январе 2000 года в результате военного переворота Мауад был отстранён Хунтой национального спасения полковника Лусио Гутьерреса. Вскоре ХНС под нажимом передала власть гражданским, и парламент назначил Нобоа президентом на остаток президентского срока Мауада. Нобоа закончил процесс отказа от собственной валюты в пользу американского доллара, что послужило причиной переворота, в результате которого он пришёл к власти. При нём была произведена частичная реструктуризация внешнего долга страны, которая, как утверждают его оппоненты, привела к многомиллиардным потерям для страны.
После окончания полномочий против него были выдвинуты официальные обвинения в коррупции. Нобоа скрылся в посольстве Доминиканской Республики, которая в августе предоставила Нобоа политическое убежище. Вскоре, однако, новый президент Лусио Гутьеррес взял контроль над Верховным судом, и обвинения с Нобоа были сняты.
Скончался 16 февраля 2021 года в мемориальной больнице Джексона, Майами, Флорида, после перенесённого сердечного приступа во время восстановления после операции по поводу опухоли головного мозга.